# Chlorophoneus kupeensis
El bubú del Kupé (Chlorophoneus kupeensis) es una especie de ave paseriforme de la familia Malaconotidae endémica de Camerún.

## Distribución y hábitat
Se encuentra únicamente en la reserva forestal Bakossi y en particular alrededor del monte Kupé. Su hábitat natural son los bosques húmedos de montaña. Está amenazado por la pérdida de hábitat.